# ガブ&ぴーち
ガブ&ぴーちは（がぶアンドぴーち）、吉本興業東京本社（東京吉本）で活動していたお笑いコンビ。東京NSC8期生。2003年結成。2010年解散。

## メンバー
- 伊勢崎 泰啓（いせざき やすひろ、1982年6月7日 - ） 千葉県我孫子市生まれ。
  - 趣味は、読書で、特技は英語。
  - 新聞配達の仕事を経て芸人になる。
  - 現在は佐川急便の契約社員としても働いており、以前の痩せ型から筋肉質の体に変わった。
  - 解散後は、兼ねてから続けて来た運送業に転身。

- 三好 秀典（みよし ひでのり、1982年5月18日 - ） 千葉県我孫子市生まれ。
  - 趣味は、カラオケとプロレス観戦で、特技はものまね。
  - 高校卒業後はニート生活を送っていたが、一念発起しNSCに入学し、芸人になる。
  - Wエンジンのチャンカワイと交遊がある。
  - 解散後は、お笑いコンサルタント業に転身[1]。

## 来歴
中学の同級生同士で、2002年に東京NSCへ8期生として入学。卒業後にコンビ「ガブ&ぴーち」を結成。2005年のM-1グランプリでは準決勝へ進出し、多数のテレビ番組に出演するも、メンバーである伊勢崎が兼ねてから続けて来た佐川急便の運送業に本腰を入れたくなった事から、2010年の夏にコンビを解散した。

## 出演
- 本番で〜す!（テレビ東京、2007年12月1日）
- そら様@ガブ様(2007年3月 - 2008年2月、衛星劇場)
- エンタの神様（日本テレビ）- キャッチコピーは「3.5次元のアニメ主義(イズム)」
- やりすぎコージー（テレビ東京）− 「ツボ芸人」のコーナー
- ぐるぐるナインティナイン（日本テレビ）-『おもしろ荘へいらっしゃい』のコーナーに出演
- 爆笑ピンクカーペット（フジテレビ）- キャッチコピーは「ネチネチナヨナヨ」

## 主な賞レース戦績
- 2005年 M-1グランプリ 準決勝進出